# 아서 피콕
아서 피콕(Arthur R. Peacocke, 1924년 ~ 2006년)은 신학자이자 생화학자이다. 1961년 성공회에서 예배의식의 집행을 허락받은 평신도가 됐고 1971년 사제 서품을 받았으나 주로 노동사제로서 본당 사목은 거의 하지 않았다. 생물 거대분자학 연구원으로 있으면서 'DNA의 구조에 대한 과학자들의 이해'에 기여를 했으며 25년간 과학과 신학간의 관계에 대한 연구를 하면서 신과 과학에 관해 다양한 저술활동을 하여종교발전에 기여한 공로로 2001년에 템플턴상을 수상했다. 수상자로 선정된 직후 성명을 통해 "과학과 종교는 인간의 지적활동이란 한 실타래의 서로 꼬여있는 2개의 필요한 줄이지, 상반되는 것이 아니다"고 했다. 아서 피콕은 버밍엄 대학교, 케임브리지 대학교, 옥스퍼드 대학교 등 미국, 독일과 이스라엘 등의 여러 국가에서 강의를 했으며 특히 워싱턴의 예수회가 운영하는 조지타운 대학교에서 강의하고 1991년에 이곳에서 명예박사 학위를 받고 가르쳤다. 1993년에는 기포드 강연자로 선정되었다. 1995년부터 죽기 전까지 '과학과 종교 포럼'(Science and Religion Forum)의 대표를 맡았다. 1993년에 대영제국 훈장을 받았다.

## 같이 보기
- 열린신학
- 철학적 신학